# Бюльбюль аравійський
Бюльбю́ль аравійський (Pycnonotus xanthopygos) — вид горобцеподібних птахів родини бюльбюлевих (Pycnonotidae). Мешкає в Західній Азії.

## Опис

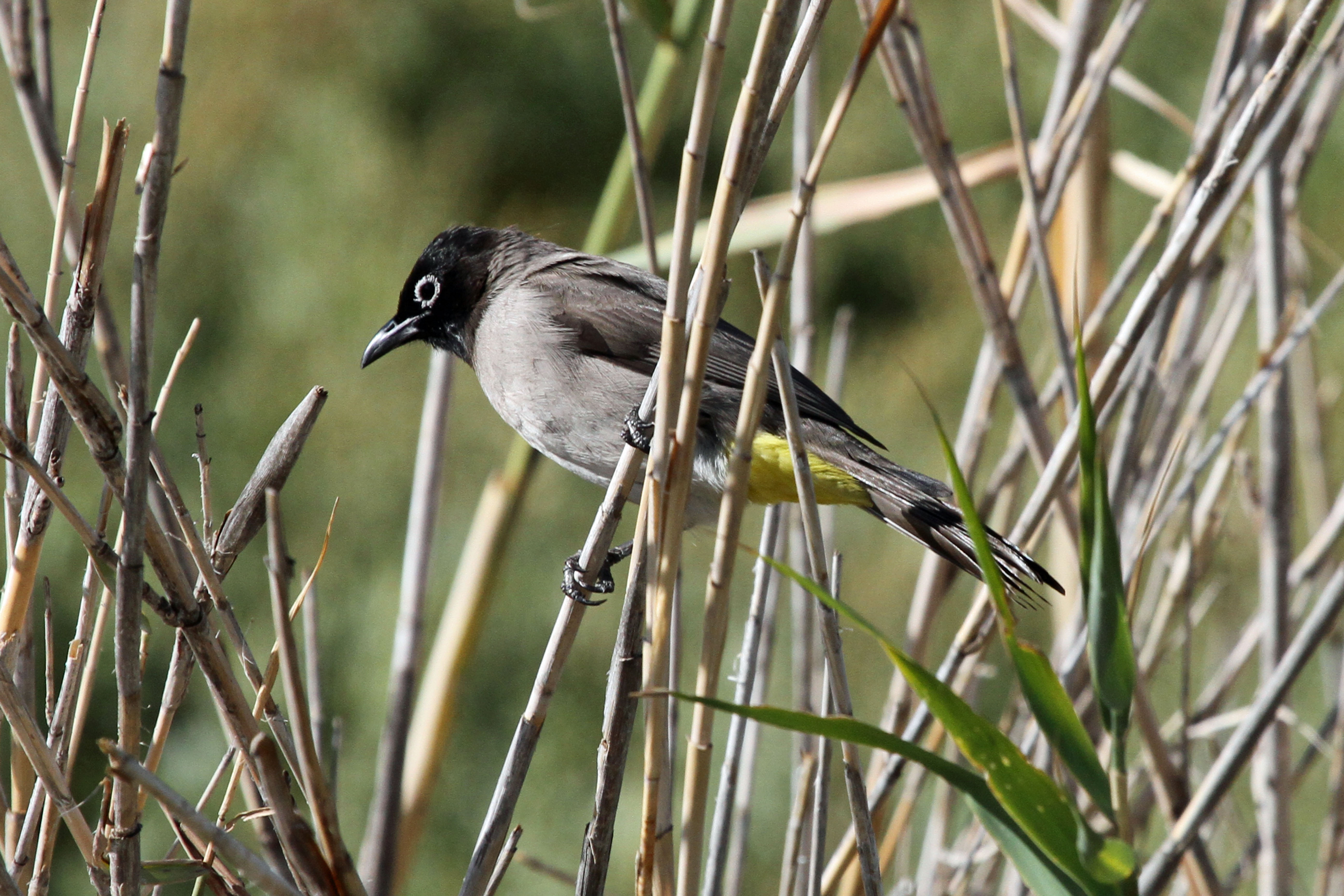
Аравійський бюльбюль (Ізраїль)

Довжина птаха становить 19-21 см, розмах крил 20-25 см, вага 31–43 г. Виду не притаманний статевий диморфізм. Забарвлення переважно сірувато-коричневе, нижня частина тіла світліша, хвіст довгий, темний, кінчики стернових пер білі. Голова чорна, навколо очей білі кільця. Гузка жовта. У молодих птахів голова коричнювата, кільця навколо очей слабо виражені.

## Поширення і екологія
Аравійські бюльбюлі мешкають на південному узбережжі і півдні Туреччини, на заході і півночі Сирії, в Лівані, Ізраїлі, на півночі і півдні Синайського півострова, на заході Йорданії, в Саудівській Аравії, Ємені, на сході Оману та в Об'єднаних Арабських Еміратах. Аравійські бюльбюлі живуть в сухих субтропічних лісах і в чагарникових заростях, у ваді, в напівпустелях і оазах, на полях і плантаціях, в парках і садах. Зустрічаються на висоті до 3200 м над рівнем моря, взимку мігрують в долини.

## Поведінка
Аравійські бюльбюлі живляться переважно плодами, насінням і комахами, іноді нектаром, листям і квітками. Гніздяться з кінця березня до початку серпня в Ізраїлі. В Омані починають гніздитися наприкінці квітня, в Саудівській Арвії ще у лютому. Аравійські бюльбюлі є моногамними. Гніздо невелике, чашоподібне, його основа складається з широкого листя, а каркас сплетений з гілочок, стебел трави, моху і листя. Воноскріплюється за допомогою павутиння і встелюється шурстю і рослинними волокнами. В кладці від 2 до 4 яєць.

## Збереження
МСОП класифікує цей вид як такий, що не потребує особливих заходів зі збереження. За оцінками дослідників, популяція аравйських бюльбюлів становить від 120 до 360 тисяч птахів. Це досить поширений вид в межах свого ареалу, популяція якого, імовірно, зростає.